# Mihovljan (żupania medzimurska)
Mihovljan – wieś w Chorwacji, w żupanii medzimurskiej, w mieście Čakovec. W 2011 roku liczyła 1380 mieszkańców.